# Ca n'Oller (Sant Celoni)
Ca n'Oller és un mas a Fuirosos al terme municipal de Sant Celoni (Vallès Oriental) que forma part de l'Inventari del Patrimoni Arquitectònic de Catalunya. Aquesta gran casa pairal situada prop de la Tordera fou construïda en l'any 1870. Està edificada dins del recinte que tanca la propietat, s'entra a través d'un barri i en un costat hi ha la casa i davant la casa dels masovers amb les quadres pels animals.
És una gran casa pairal que consta de planta baixa, dos pisos i unes golfes. La coberta és a dues aigües. La façana és de composició simètrica, la porta d'entrada és de pedra i amb arc pla. Al primer pis hi ha balcons i en el segon un balcó i dues finestres, totes d'arc pla. Les golfes tenen un gran ull de bou en el centre. El coronament de la façana és d'estil barroc, té una forma arrodonida feta en tres parts.